# Vincze Viktória
Vincze Viktória (Budapest, 1950. december 29. –) magyar énekesnő, gitáros.

## Életpályája
Édesanyja olasz származású, anyai ágon felmenői között operaénekesek is voltak. Öccse, a másfél évvel fiatalabb Vincze Tamás, ismert zenész, ütőhangszereken játszik. Korábban a család a Népstadion intézményeiben lakott, ahol édesapja dolgozott. Egy moszkvai útjáról dobgitárt hozott gyermekeinek.

„Apám itt dolgozik a stadionban, ezért lakunk a sportbirodalomban.… A sokat emlegetett gitár eredetileg az öcsémé volt. Amikor eltörte a karját, szüleim nagyon aggódtak érte; apám, aki akkor Moszkvában járt, ajándékul hozta onnan a gitárt. Beleszerettem. Megtanultam rajta játszani.”

 
Gyermekkorában hat évig balettozni tanult, koreográfus szeretett volna lenni. Énekesként, iskolai rendezvényeken szerepelt először. 1967-ben indult a Magyar Televízió nemzetközi polbeat-fesztiválján, de nem jutott be a döntőbe. 1969-től rövid ideig a Ferm együttes énekes volt, majd benevezett az Ifjúsági Magazin által támogatott és az EVIG kultúrotthonban megrendezett amatőr előadók számára meghirdetett versenyre, amelyet megnyert. 1970 nyár elején a Budai Ifjúsági Parkban lépett fel rendszeresen, az Olympia együttessel, majd a Hacki Tamás vezette Ex-Antiquis-szal szerepelt Balaton körüli turnén, valamint nyári úttörő és ifjúsági táborokban, ahol magyar virágénekeket és balladákat adott elő 12 húros gitáron, önmagát kísérve. 1971-ben érettségizett a budapesti, Wesselényi utcai II. Rákóczi Ferenc Közgazdasági Technikumban, majd egy évig a Zeneakadémia jazz tanszakán tanult. Hangképzésre Csathó Máriához a Fővárosi Operettszínház tanárához járt. 1972-ben, az utolsó Táncdalfesztiválon, egy beugrásnak köszönhetően, (Dévai Nagy Kamilla helyett) Mészáros Ágnes: a Mosolyodat el kellene ültetnem című szerzeményével indult. 

„Mivel Dévai Nagy Kamilla nem tudta vállalni a szereplést, én ugrottam be helyette ezzel a fesztiváldallal.”

 Ezzel a slágerrel országos ismertségre tett szert. Ennek a fesztiválnak a fő koncepciója az volt, hogy új tehetségekkel helyettesítsék a hatvanas években ismertté vált, és visszavonuló táncdalénekeseket. (Toldy Mária, Mikes Éva, Bencze Márta, Németh József). Itt fedezték fel Szűcs Judit és Cserháti Zsuzsa mellett Vincze Viktóriát is. A későbbiekben írt neki dalokat Victor Máté is, több rádiófelvétele készült és kislemezei jelentek meg a Gemini együttes és a Stúdió 11 közreműködésével. Gitáros-énekesként szerepelt irodalmi műsorokban, így az Irodalmi Színpad magyar költők verseiből készült Ars poetica című összeállításában, de színészek önálló előadóestjein is közreműködött, például Koncz Gábor, Nagy Attila és Szemes Mari mellett, ahol virágénekeket, francia, olasz, spanyol dalokat és néger spirituálékat is énekelt. Első filmes felkérését énekesnőként Fényes Szabolcs zeneszerzőtől egy filmbetétdal eléneklésére kapta, a Lila ákác című filmben. Színésznőként feltűnt Sándor Pál Régi idők focija című filmjében, és szerepelt a Robog az úthenger című televíziós sorozat Háromnapos ünnep című epizódjában is. Színházi munkái közül említést érdemel, hogy fellépett a Thália Színház Csendes amerikai című előadásban, ahol szintén bárénekesnőt alakított.
A dekoratív megjelenésű, jó hangú lány nemcsak Magyarországon, de külföldön is sikereket ért el. 1973-ban az írországi Castlebar dalversenyén Fényes Szabolcs: Száz fehér rózsa című dalával harmadik díjat nyert. 1974 áprilisában hat hétig Kubában vendégszerepelt a Tolcsvay-trióval. Fellépett a lengyel televízióban, járt Csehszlovákiában, az NDK-ban, az NSZK-ban és többször a Szovjetunióban is. 1974 novemberében a tokiói Yamaha fesztiválon második helyezést ért el Gábor S. Pál–Huszár Erika: Hány éjjel vártam című szerzeményével, majd kéthetes turnén vett részt Japán nagyvárosaiban. 1976-ban Bulgáriában az Arany Orfeusz fesztiválon Magyarországot képviselte. 1977-ben jelent meg Lukács Sándorral közösen előadott Parole, parole című olasz világslágert feldolgozó kislemeze, amelynek magyar szövegét Vincze Viktória írta.(A Baccara együttes Yes Sir, I Can Boogie című dalára is írt magyar szöveget, Igen, uram, tudok bugizni címmel.) 1978-ban a Volvo együttes szólistája volt. 1979 áprilisában Turi Lajossal részt vett Mongóliában, az ulánbátori nemzetközi táncdalfesztiválon, majd az Interkoncert szervezésében Kaliforniába utazott az Ariola és a  GBS kiadók lemezpróbafelvételeire. A nyolcvanas években Viki és a Flört nevű együttes frontembereként tűnt fel. Karrierjét két súlyos autóbaleset törte derékba, amit súlyosbítottak magánéleti válságai, így két válása is.

## Kislemezeiből
- Maróti Magdolna / Vincze Viktória – Hétköznapi regény / A mosolyodat el kellene ültetnem – Pepita, SP 70025 (1972)
- Koós János / Vincze Viktória – Nekem csak vele kell a szerelem / Nincsen erőd ahhoz, hogy boldog legyél – Pepita, SP 977 (1973)
- Vincze Viktória: Öreg néne őzikéje / Mindenki szép – Pepita, SP 70057 (1973)
- Vincze Viktória: Az álmokban hittem / Nem vagyok részeg, csak szerelmes – Pepita, SP 70075 (1973)
- Express együttes / Vincze Viktória – Ölelném a világot / Csak a szó, csak a vágy – Pepita, SP 70053 (1973)
- Vincze Viktória: Szeret engem a szél/ Ha velem lennél – Pepita, SP 987 (1973)
- Vincze Viktória: Hány éjjel vártam – Pepita, SP 70163 (1974)
- Vincze Viktória / Pálfy Péter – Szólj nékem egy jó szót / Marija – Pepita, SP 70145 (1974)
- Delhusa Gjon / Vincze Viktória – Árnyékodra léptem / Szabó Anna balladája – Pepita, SP 70098 (1974)
- Vincze Viktória: Mit Tegyek Érted / Várom Az Érkezésed – Pepita, SP 70170 (1975)
- Vincze Viktória: Mama Ich Hab' Dich Weinen Geseh'n / Was Soll Ich Tun – Jupiter Records, 17 242 AT (1976)
- Vincze Viktória, Lukács Sándor – Parole, parole – Pepita, SPS 70241 (1977)
- Vincze Viktória / Mixtay Melinda – Ami elmúlt egyszer / Éj van – Pepita, SPS 70284 (1977)
- Vincze Viktória: Pillanatnyi pénzzavar / Neked mindigvolt egy dobásod – Pepita, SPS 70305 (1978)
- VIT Pályázat Nyertes Dalai – Bojtorján, Vincze Viktória, Wastaps – Pepita, SPS 70336 (1978)
- Vincze Viktória / Bárány Pál László – Hadd kezdjem újra / Akkor is ősz volt ― Pepita, SPS 70510 (1981)

## Ismert dalai
- A mosolyodat el kellene ültetnem (1972)
- Szeret engem a szél (1973)
- Ha velem lennél (1973)
- Mindenki szép (1973)
- Szólj nékem egy jó szót (1974)
- Hány éjjel vártam (1974)
- Jó reggelt, reggel (1975)[17]
- Ellopott lány (1977)
- Napleány (1975)
- Parole, parole (1977)
- Neked mindig volt egy dobásod (1978)
- Téged nem felejtlek el (1976)
- Igen, uram, tudok bugizni (1979)
- Casanova (1979)

## Filmes munkái
- Lila ákác (1973) ... táncoslány
- Sándor Pál: Régi idők focija (1973)
- Robog az úthenger (televíziós sorozat)

- Háromnapos ünnep című rész (1977)